# Metropolis Pt. 2: Scenes from a Memory
A Metropolis Pt. 2: Scenes from a Memory az amerikai progresszív metal együttes Dream Theater 1999-ben megjelent ötödik stúdióalbuma, egyben a zenekar első koncepcióalbuma. A lemez az 1992-es Images and Words albumon hallható "Metropolis Pt. 1: The Miracle and the Sleeper" című dal történetének folytatása.
A Metropolis Pt. 2: Scenes from a Memory a Dream Theater mára klasszikussá érett albuma, az együttes diszkográfiájának kiemelkedő darabja. Az Amerikai Egyesült Államokban a Billboard 200-as listáján a 73. helyig jutott albumon játszott először a Dream Theater billentyűseként Jordan Rudess.
A lemezmegjelenést követően világkörüli turnéra indult a zenekar, amelynek 2000. augusztus 30-i zárókoncertjén New Yorkban színészek segítségével keltették életre a történetet. A koncert felvétele a Live Scenes from New York lemezen és a Metropolis 2000: Scenes from New York videón jelent meg 2001-ben.

## Előzmények
A Falling into Infinity album relatív sikertelensége után a lemezkiadó szabadkezet adott a csapatnak. Portnoy és Petrucci úgy döntöttek, hogy az előző albumra írt, de arra fel nem került "Metropolis Pt. 2" című dalt továbbfejlesztve egy teljes nagylemezt szentelnek az Images and Words lemezen szereplő "Metroplis Pt. 1: The Miracle and the Sleeper" című daluk folytatásának, amelynek címébe akkor csak poénból került bele a Pt. 1 (magyarul 1. rész) jelzés, nem tervezték a folytatását. Az új album felvételeihez visszatértek a Bear Tracks stúdióba, ahol 1992-ben az Images and Words lemez is készült.
A Falling into Infinity albumhoz felvett 21 perces "Metroplis Pt. 2" című instrumentális demó képezte a zenei alapját a Metroplis Pt. 2: Scenes from a Memory albumnak. Az ebben a dalban hallható témákat bontották ki különálló tételekké, egy teljes nagylemezzé. Az 1996-ban felvett demo – amely a Dream Theater Official Bootleg sorozatában 2007-ben megjelent Falling into Infinity Demos albumon hallható, – már tartalmazta az "Overture 1928" nyitányt teljes egészében, a későbbi "Strange Deja Vu" dal első felét, amely a demón a "The Dance Of Eternity" témájába megy át, de ugyanígy felfedezhetőek az 1996-os felvételen a "One Last Time" részletei is.

A Metroplis Pt. 2: Scenes from a Memory dalaiban több zenei és szövegi utalás is történik az 1992-es első részre. Maga az album címe is szerepel a "Metropolis Pt. 1" soraiban: 
Somewhere like a scene from a memory
There's a picture worth a thousand words
.

## Sztori
Mike Portnoy elmondása szerint: „Az album története egy napjainkban élő férfiról, Nicholasról szól, akinek folyton emlékképek villannak be egy másik világról, egy másik életről, ezért felkeres egy hipnoterapeutát, hogy kiderítse, mi okozza a látomásokat. Rájön, hogy valójában egy 1920-as években élt lány, Victoria reinkarnációja. Ahogy a történet halad előre, feltárul a lány élete és kiderül, hogy a szerelmi háromszögbe keveredett lányt fiatalon ölték meg. Ennél a pontnál kapcsolódik össze a történet a Metropolis első részével, a "The Miracle and the Sleeper"-rel. Egy rejtélyes gyilkosságba csöppenünk, amelynek bonyodalmait végigkövethetjük az egész albumon, egészen a rejtély megoldásáig. Aztán a legvégén egyszer csak jön egy csavar, és néhány utalásból arra következtethet a hallgató, hogy valami egészen más történt. A sztori elég bonyolult, folyamatosan ugrál az időben előre-hátra, és a szövegkönyv nélkül nem mindig lehet pontosan tudni, hogy éppen melyik szereplő beszél és mikor, melyik időben járunk.”

## Az album dalai
Act one
1. "Scene One: Regression" – 2:06
2. "Scene Two: Part I. Overture 1928" – 3:37
3. "Scene Two: Part II. Strange Deja Vu" – 5:12
4. "Scene Three: Part I. Through My Words" – 1:02
5. "Scene Three: Part II. Fatal Tragedy" – 6:49
6. "Scene Four: Beyond This Life" – 11:22
7. "Scene Five: Through Her Eyes" – 5:29

Act two
1. "Scene Six: Home" – 12:53
2. "Scene Seven: Part I. The Dance of Eternity" – 6:13
3. "Scene Seven: Part II. One Last Time" – 3:46
4. "Scene Eight: The Spirit Carries On" – 6:38
5. "Scene Nine: Finally Free" – 11:59

## Közreműködők
- James LaBrie – ének
- John Petrucci – gitár
- John Myung – basszusgitár
- Mike Portnoy – dobok
- Jordan Rudess – billentyűs hangszerek
- Theresa Thomason – női ének a "Through Her Eyes" és a "The Spirit Carries On" című dalokban

Gospel kórus a "The Spirit Carries On" dalban:
- Theresa Thomason, Mary Canty, Shelia Slappy, Mary Smith, Jeanette Smith, Clarence Burke Jr., Carol Cyrus, Dale Scott

## Külső hivatkozások
- Dream Theater hivatalos oldal
- Encyclopaedia Metallum – Dream Theater: Metropolis Pt. 2: Scenes from a Memory
- Metropolis Pt. 2: Scenes from a Memory koncepciója
- Metropolis Pt. 2: Scenes from a Memory dalszövegek
- Metropolis Pt. 1: The Miracle and the Sleeper dalszöveg
- Dream Theater a Billboard listáján Archiválva 2008. december 29-i dátummal a Wayback Machine-ben